# Naftule Brandwein
Naftule Brandwein, Naftuli Brandwein, Naftali Brandwein (ur. 20 września 1884 w Przemyślanach, zm. 1963 w Nowym Jorku) – muzyk, klarnecista, klezmer. W 1908 wyemigrował do Stanów Zjednoczonych, gdzie zyskał przydomek „króla klezmerów”.
Urodził się w galicyjskim mieście Przemyślany jako bliźniaczy brat Henrietty. Jego ojciec, Pejsach, miał czternaścioro dzieci; z dwanaściorgiem z nich założył kapelę klezmerską.
Naftule Brandwein był wujem Leopolda Kozłowskiego.